# Судимирская волость
Суди́мирская волость — административно-территориальная единица в составе Жиздринского уезда Брянской губернии, существовавшая в 1920-х годах. Являлась самой населённой из волостей уезда.
Центр — посёлок Судимир (Ульяново-Ленинский).

## История
Волость сформирована в середине 1920-х гг., в ходе укрупнения волостей Жиздринского уезда. Объединила исторические Ловатскую, Овсорокскую, Огорскую, Подбужскую и часть Пупковской волости.
В 1929 году, с введением районного деления, волость была упразднена, а её территория разделена между Жиздринским и Хвастовичским районами Брянского округа Западной области (ныне входят в состав Калужской области).

## Административное деление
По состоянию на 1 января 1928 года, Судимирская волость включала в себя следующие сельсоветы: Авдеевский, Алексеевский, Белоколодезский, Бояновичский, Воткинский, Высокский, Калининский, Кленковский, Клетновский, Ловатьский, Меховский, Младенский, Нехочский, Николаевский, Овсорокский, Огорский, Пеневичский, Подбужский, Полянновский, Слободский, Судимирский, Улемецкий, Устьевский, Фроловский, Щигровский.